# Харитонов, Иван Николаевич
Иван Николаевич Харитонов (20 июля 1859 — 27 августа 1927) — российский книгоиздатель и просветитель.

## Биография
Иван Николаевич Харитонов родился в 1859 году. В 1869 году стал учеником наборщика в типографии Казанского университета. Харитонов быстро освоил ремесло наборщика, изучал иностранные языки, в совершенстве овладел татарским языком. В 1881 году перешёл на должность старшего наборщика в типографию Казанского губернского правления, но вскоре стал управляющим частной типографии Г. М. Вечеслава. Под его управлением эта типография в 1882—1894 годах напечатала 225 названий книг на татарском языке. В конце XIX — начале XX веков Харитонов неоднократно совершал поездки в страны Европы для повышения квалификации. Заработав стартовый капитал в 1896 году Харитонов открыл собственную литотипографию в Казани. В начале XX века большинство казанских татароязычных газет и журналов печатались именно в типографии Харитонова. Печатались у него также многочисленные книги. В 1916 году Иван Николаевич продал свою типографию издательству «Умид» и ушёл из бизнеса. В 1920-е годы он предпринял попытку вновь открыть типографию, но получил отказ властей.

## Буләк

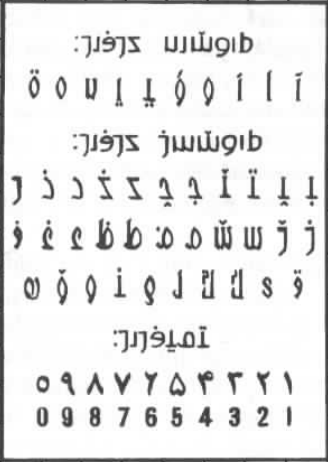
Татарский алфавит И. Н. Харитонова

В 1912 году И. Н. Харитоновым был составлен и отпечатан татарский букварь «Буләк» (рус. подарок), ставший важным событием в культурной жизни татарского народа (полное название издания — Первый букварь для детей. Дедушка Харитон). Это издание, в отличие от существовавших к тому времени татарских букварей, был богато иллюстрирован. Кроме того, Харитонов специально для этого букваря разработал модифицированный арабский шрифт, который, по его мнению, должен был заменить традиционное арабское письмо, применявшееся в ту эпоху для записи татарского языка. Новый арабский шрифт, созданный Харитоновым, вызвал большой интерес. Так, в 1913 году просьба о приобретении нового шрифта была получена Харитоновым из Константинополя.
Выход букваря Харитонова стал важным событием в культурной жизни татарского народа. Поэт Габдулла Тукай посвятил этой книге стихотворение «Сабит учится читать» (тат. Сабитның укырга өйрәнүе). В стихотворении есть такие строки:

«По-да-рок, — чуть прерывисто, раздельно, по слогам —

От дя-ди Харитонова», — читает мальчуган.
Оригинальный текст (татар.)Укуы өзек аның, — балачарак баланың

"Бу ә-лиф-ба — бүләге Харитонов бабаның"